# Charles Innes-Ker, 11.º Duque de Roxburghe
Charles Robert George Innes-Ker, 11.º Duque de Roxburghe (18 de fevereiro de 1981) também conhecido como Charles Innes ou Charlie Roxburghe e com o título de Marquês de Bowmont e Cessford até 2019, é um aristocrata e oficial militar britânico.

## Vida e carreira
Roxburghe nasceu em 1981 no Eastern General Hospital, em Leith, Edimburgo, sendo o filho mais velho do 10.º Duque de Roxburghe e da sua primeira esposa, Jane Meriel Grosvenor, filha do 5.º Duque de Westminster. Foi batizado na St Andrew's Church, em Kelso. Os seus padrinhos incluíam Sir William van Straubenzee, o seu tio-avô Lorde Robert Innes-Kerr, Annabel, Viscondessa Astor e Iona Grimston. O seu tio era Gerald Grosvenor, 6.º Duque de Westminster. Os seus primos direitos por parte da mãe são Hugh Grosvenor, 7.º Duque de Westminster, e Thomas Anson, 6.º Conde de Lichfield.
Ele foi educado em Eton College e na Universidade de Newcastle upon Tyne. Em fevereiro de 2003, ainda como estudante, foi apanhado a viajar no metro sem pagar a tarifa. Optou por pagar uma multa em vez de levar o caso a tribunal e correr o risco de aparecer em "cartazes de perdedores" afixados pela cidade, que nomeavam pessoas que tinham sido apanhadas a viajar sem bilhete.
Frequentou a Real Academia Militar de Sandhurst, concluindo a formação em dezembro de 2004, e serviu nos Blues and Royals em Windsor e no Iraque.
Antes de suceder ao ducado após a morte do seu pai em agosto de 2019, usava o título de Marquês de Bowmont e Cessford. Como Lorde Bowmont, ele e o seu colega oficial Rob Bassett-Cross criaram uma empresa chamada Capstar, que possuía uma frota de Jaguar XJ pretos e fornecia serviços de motorista, empregando principalmente ex-militares.
Após a sua ascensão ao ducado em 2019, herdou o Castelo de Floors e cerca de 24000 hectares de terra em torno das Colinas Cheviot e do Rio Tweed, bem como hotéis na área, com uma riqueza estimada de até cem milhões de libras.

## Casamentos e descendência
Em 22 de julho de 2011, ele casou-se com a Charlotte Susanna Aitken, filha mais velha de Maxwell Aitken, o 3.º Barão Beaverbrook. O casal separou-se e pediu o divórcio em junho de 2012, menos de um ano após o casamento. Em 2016, ele teve uma filha com a estilista de moda Morvarid Sahafi.
A 30 de janeiro de 2021, o seu noivado com Annabel Green foi anunciado, e eles casaram-se em setembro de 2021 no Castelo de Floors. Após o casamento, Annabel tornou-se a Duquesa de Roxburghe.
A 28 de fevereiro de 2024, a Duquesa deu à luz um filho e herdeiro, Frederick Charles Ian Innes-Ker, Marquês de Bowmont e Cessford.

## Chefia do Clã Innes
O Duque de Roxburghe anterior era o herdeiro da chefia do Clã Innes; no entanto, uma vez que ele usa o apelido Innes-Ker, o Lorde Lyon King of Arms não o reconhecerá como chefe do nome Innes.